# إتش جي. بيتر
إتش جي. بيتر (بالإنجليزية: H. G. Peter)‏ هو رسام كارتون أمريكي، ولد في 8 مارس 1880 في كاليفورنيا في الولايات المتحدة، وتوفي في 1958 في مانهاتن في الولايات المتحدة.

## وصلات خارجية
- إتش جي. بيتر على موقع IMDb (الإنجليزية)